# Alfred van der Poorten
Alfred Jacobus (Alf) van der Poorten (16 mai 1942 - 9 octobre 2010) est un mathématicien néerlando-australien, spécialiste de théorie des nombres. Il travaille pendant de nombreuses années dans les facultés de mathématiques de l'Université de Nouvelle-Galles du Sud et de l'Université Macquarie.

## Biographie
Van der Poorten est né dans une famille juive à Amsterdam en 1942, après le début de l'occupation allemande. Ses parents, David et Marianne van der Poorten, l'ont placé en famille d'accueil auprès de la famille Teerink à Amersfoort, sous le nom de « Fritsje » ; l'aîné van der Poortens est entré dans la clandestinité, a été capturé par les nazis, a survécu aux camps de concentration et a retrouvé van der Poorten et ses deux sœurs après la guerre. La famille a déménagé à Sydney en 1951, voyageant là-bas à bord du SS Himalaya (en),,.
Van der Poorten a étudié à la Sydney Boys High School (en) de 1955 à 1959  et y a obtenu un score élevé à l'examen de fin d'études. Il passe un an en Israël puis étudie les mathématiques à l'université de Nouvelle-Galles du Sud, où il obtient une licence en 1965, un doctorat en 1968 sous la direction conjointe de George Szekeres et Kurt Mahler, et une maîtrise en administration des affaires. Alors qu'il était étudiant à l'UNSW, il a dirigé le conseil du syndicat étudiant et a été président de l'Union universitaire, tout en aidant à diriger plusieurs organisations étudiantes juives et sionistes. Il a également aidé à gérer la librairie coopérative de l'université, où il a rencontré et épousé en 1972 une autre gérante de librairie, Joy FitzRoy,,,.
À la fin de ses études en 1969, van der Poorten a rejoint la faculté de l'UNSW en tant que professeur de mathématiques pures. Il est devenu maître de conférences en 1972 et professeur agrégé en 1976. En 1979, il a déménagé à l'Université Macquarie pour devenir professeur titulaire et directeur de la School of Mathematics, Physics, Computing and Electronics, un rôle administratif qu'il a occupé jusqu'en 1987, puis repris de 1991 à 1996. À partir de 1991, il a également dirigé le Center for Number Theory Research à Macquarie. Il a pris sa retraite en 2002,.
En 1973, van der Poorten a fondé l'Australian Mathematical Society Gazette, et il a continué à l'éditer jusqu'en 1977. Il a été élu président de la Société mathématique australienne en 1996.
Van der Poorten a également été actif dans le fandom de la science-fiction, à partir du milieu des années 1960. Il a été l'un des premiers membres de la Sydney Science Fiction Foundation, a assisté à la première SynCon en 1970, est devenu ami avec l'éditeur de Locus Charles N. Brown (en) et (avec le psychologue Tom Newlyn) était connu comme l'un des « terribles jumeaux de Sydney ». Ses activités fanatiques ont considérablement diminué à la fin des années 1970, mais jusqu'en 1999, il était membre de la 57e Convention mondiale de la science-fiction (en) à Sydney où il a aidé à tenir la table Locus,.

## Recherche
Van der Poorten est l'auteur d'environ 180 publications en théorie des nombres, sur des sujets tels que le théorème de Baker, les fractions continues, les courbes elliptiques, les langages réguliers, les suites entières dérivées des relations de récurrence et les nombres transcendants. Certains de ses résultats significatifs incluent son théorème de 1971 en algèbre des périodes, la solution de 1988 de la conjecture de Pisot sur la rationalité des quotients d'Hadamard des fonctions rationnelles,, son travail de 1992 avec Bernard Dwork sur la constante d'Eisenstein, son travail avec Enrico Bombieri sur l'approximation diophantienne des nombres algébriques, et son article de 1999 avec Kenneth Stuart Williams sur la formule de Chowla-Selberg . Il avait de nombreux co-auteurs, le plus fréquent étant son collègue John H. Loxton, qui a rejoint la faculté UNSW en 1972 et qui plus tard, comme van der Poorten, a déménagé à Macquarie,.
En plus de publier ses propres recherches, van der Poorten s'est fait remarquer pour ses écrits explicatifs, parmi lesquels un article sur le théorème d'Apéry sur l'irrationalité de ζ(3)  et son livre sur le dernier théorème de Fermat ,.

## Prix et distinctions
Van der Poorten a reçu le Australian Youth Citizenship Award en 1966 pour ses activités de leadership étudiant. Il est devenu membre de l'Ordre d'Australie en 2004.
Avec Ian Sloan, van der Poorten a reçu l'une des deux premières médailles George Szekeres de la Société mathématique australienne en 2002, et il est devenu membre honoraire de la société en 2009,.

## Publications (sélection)
- (en) Alfred van der Poorten, « A proof that Euler missed...Apéry's proof of the irrationality of ζ(3) », The Mathematical Intelligencer, vol. 1, no 4,‎ 1979, p. 195–203 (DOI 10.1007/BF03028234, MR 547748, S2CID 121589323, lire en ligne) Reprint, 2005, 16 p..
- Alfred J. van der Poorten, Solution de la conjecture de Pisot sur le quotient de Hadamard de deux fractions rationnelles, vol. 306, Comptes rendus de l'Académie des sciences, 1988, 97–102 p. (MR 929097), chap. 3.
- (en) Bernard M. Dwork et Alfred J. van der Poorten, « The Eisenstein constant », Duke Mathematical Journal, vol. 65, no 1,‎ 1992, p. 23–43 (DOI 10.1215/S0012-7094-92-06502-1, MR 1148984). Corrigé dans Duke Math. J. 76 (2): 669–672, 1994, lien Math Reviews.
- (en) Alf van der Poorten, Notes on Fermat's Last Theorem, New York, John Wiley & Sons Inc., 1996 (ISBN 0-471-06261-8, MR 1373197, lire en ligne).
- (en) Alfred van der Poorten et Kenneth S. Williams, « Values of the Dedekind eta function at quadratic irrationalities », Canadian Journal of Mathematics, vol. 51, no 1,‎ 1999, p. 176–224 (DOI 10.4153/CJM-1999-011-1, MR 1692895).Corrigé dans Can. J. Math. 53 (2): 434–438, 2001, lien Math Reviews.
- Co-écrit Recurrence Sequences avec Graham Everest, Thomas Ward et Igor Shparlinski : American Math. Société (2003)[18]